# Yueliang Shan

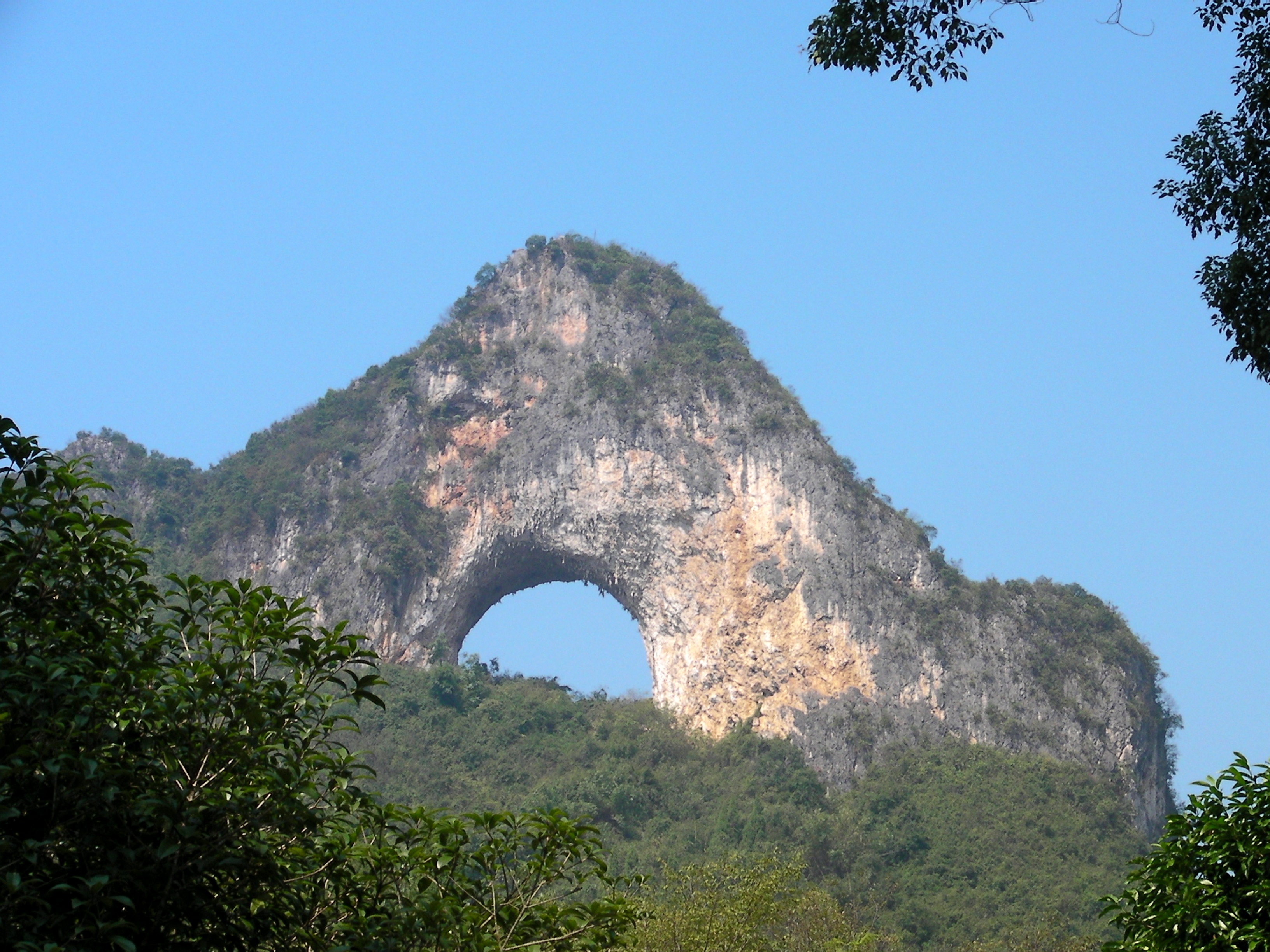
Yueliang Shan

Yuèliàng Shān, 月亮山 (Chinees voor "maanberg") is een toeristische attractie een aantal kilometer buiten de stad Yangshuo in de autonome regio Guangxi. De naam komt van de halfronde boog in de berg. Visueel heeft het wat weg van de Pont d'Arc in Frankrijk, met als belangrijk verschil dat Yueliang Shan veel hoger staat. Het gat is overgebleven van een kalksteengrot, uitgesleten door water dat door de grot stroomde.
Voor de wandelaars werd een betonnen pad aangelegd naar de berg, en er zijn verschillende klimroutes.